# مینکووتسه
مینکووتسه (به لاتین: Minkowce) یک روستا در لهستان است که در گمینا شوجاوووو واقع شده‌است.